# La Baignade (Maes)
Pour les articles homonymes, voir Baignade (homonymie).
La Baignade est un tableau peint vers 1650-1670, souvent attribué à Nicolaes Maes.

## Historique
Il intègre le musée du Louvre en 1914, après avoir été dans la collection Schlichting, il était alors référencé comme une œuvre de jeunesse de Nicolas Maes. Dans les années 1920 et 1930, plusieurs historiens de l'art émettent des doutes sur l'auteur et proposent des artistes dont la manière et le sujet se rapproche le plus. Ainsi Jacob van Loo est mentionné pour être le créateur du tableau.

### Articles
- Édouard Michel, « La Baignade de la collection Schilchting : Jacob van Loo ou Nicolas Maes ? », Bulletin des musées de France, Paris, Direction des musées nationaux, 5e année, no 5,‎ mai 1933, p. 68-71